# محطة المدن الرباعية النووية
محطة المدن الرباعية النووية هي محطة للطاقة النووية من وحدتين تقع بالقرب من كوردوفا بولاية إلينوي بالولايات المتحدة الأمريكية على نهر المسيسيبي.

## القدرة
قدرة المحطة الإجمالية حوالي 1880 ميجاوات.

## التسمية
تم تسمية المحطة بالمدن الرباعية نظراً لقربها من:
- مولين
- روك أيلاند
- دافنبورت
- إيست مولين
- بيتيندورف

والتي تعرف حالياً باسم المدن الرباعية.

## الملكية
تمتلك شركة Exelon المحطة.

## الترخيص
في عام 2004، وافقت اللجنة التنظيمية النووية الأمريكية (NRC) على تمديد الترخيص لمدة 20 عام لكلا المفاعلين. بسبب الخسائر المالية المستمرة للمحطة، فكرت شركة Exelon في إغلاق المحطة بحلول عام 2018.
في 2 يونيو 2016، أعلنت Exelon عن نيتها إغلاق المحطة بسبب نقص الدعم بولاية إلينوي.
في 14 ديسمبر 2016، أعلنت Exelon أنها ستبقي المحطة تعمل بسبب موافقة ولاية إلينوي لقانون وظائف الطاقة المستقبلية.